# Mugai-ryū
Mugai-ryū (無外流?) es una tradición marcial o escuela (koryū) que fue fundada en el año 1695 por Tsuji Gettan Sukemochi (辻月丹資茂?) (1648-1728). El linaje de Mugai-ryū puede trazarse hasta Hayashizaki Jinsuke Shigenobu, a través de Jikyo-ryū y Tamiya-ryū. Actualmente existen varias ramas distintas de esta escuela, cada una encabezada por un sōke. La escuela contiene técnicas de iaijutsu y kenjutsu.